# زبان هریانوی
زبان هریانوی یا هارایانایی (به دیواناگری: हरियाणवी hariyāṇvī, یا हरयाणवी harayāṇvī) یکی از زبان‌های هندی و در پیوند با زبان هندوستانی است. گاه هریانوی را گویشی از هندی می‌شمرند. هریانوی همانندی بسیاری با زبان برج دارد.
بیشترین گویشوران بدین زبان در هاریانا و به ویژه در بهش‌های روتک، سونیپات و بیوانی می‌زیند. در راجستان هم گویشوری به زبان هریانوی و با لهجه‌ای متفاوت سخن‌می‌گویند.

## نمونه‌ای از زبان
| جملهٔ هریانی                                                | معنا             |
| ---------------------------------------------------------- | ---------------- |
| Tu kitt ja se r?                                           | تو به کجا می‌روی؟ |
| Tu kay kare se r? (مرد) / Aan ree! Ton kay kar ri se? (زن) | تو چه کار می‌کنی؟ |
| Kay naam se re tera?                                       | نامت چیست؟       |
| Tanne kay khaaya ?                                         | چه خوردی؟        |
| Thaara ghar kade/kit si sai re?                            | خانه‌ات کجاست؟    |
| Manne ter te/tahin kahya ni tha                            | گفتمت            |
| Yaa mhaari chhori sai. (Jatu)                              | این دخترم است    |
| Yoo mhaara chhora sai (Jatu)                               | این پسرم است     |
| Tera (Thaara) byaah ho ryaa sai ke?                        | ازدواج کرده‌ای؟   |
| Urene aa / Ure naa aa                                      | بیا اینجا        |
| kade/kitod                                                 | کجا              |